# Luís Mira Amaral
Luis Fernando de Mira Amaral (ur. 4 grudnia 1945 w Amadorze) – portugalski inżynier, ekonomista, menedżer i polityk, deputowany, w latach 1985–1995 minister.

## Życiorys
Z wykształcenia inżynier elektryk, absolwent Instituto Superior Técnico na Universidade Técnica de Lisboa (1969). Uzyskał magisterium z ekonomii na Universidade Nova de Lisboa (1982), kształcił się również na Uniwersytecie Stanforda. Pracował jako asystent w IST oraz jako inżynier w dyrekcji generalnej do spraw lotnictwa cywilnego oraz w EDP. Był też zatrudniony w sektorze bankowym. Był prezesem instytutu Instituto de Gestão Financeira da Segurança Social. Od 1983 wykładał na Universidade Nova de Lisboa.
Wchodził w skład wszystkich trzech rządów, którymi kierował Aníbal Cavaco Silva. Pełnił funkcję ministra pracy i ochrony socjalnej (1985–1987) oraz ministra przemysłu i energii (1987–1995). W 1995 z ramienia Partii Socjaldemokratycznej uzyskał mandat posła do Zgromadzenia Republiki VII kadencji.
Był później wiceprezesem i prezesem wykonawczym Caixa Geral de Depósitos, a także dyrektorem w różnych przedsiębiorstwach. Kontynuował także działalność akademicką. Do 2016 kierował bankiem Banco BIC Português.

## Odznaczenia
- Krzyż Wielki Orderu Infanta Henryka (2007, Portugalia)[8]